# Садикащі
Садикащі́ (каз. Садықащы) — село у складі Щербактинського району Павлодарської області Казахстану. Входить до складу Шалдайського сільського округу.
Населення — 161 особа (2021; 213 у 2009, 288 у 1999, 337 у 1989).
Національний склад станом на 1989 рік:
- росіяни — 54 %
- казахи — 35 %

Станом на 1989 рік село називалось Садикаши.